# Бём, Ханс
Ханс Бём (нидерл. Hans Böhm; 15 января 1950, Роттердам) — нидерландский шахматист, международный мастер (1975).

## Шахматная карьера
Серебряный призёр чемпионата Нидерландов 1975 года.
В составе национальной сборной участник следующих соревнований:
- 1-я Телешахолимпиада (1977/1978). Команда Нидерландов дошла до полуфинала, где уступила победителю соревнования — сборной СССР.
- 8-й командный чемпионат Европы (1983) в г. Пловдиве.

В составе нидерландской команды «Volmac Rotterdam» участник 2-х Кубков европейских клубов: 1977/1979 (команда дошла до финала, где уступила клубу «Буревестник» из Москвы) и 1983/1984 (команда дошла до полуфинала).
В составе сборной Амстердама участник 3-го международного турнира в Маспаломас-Коста-Канария (1974) на Канарских островах, где показал лучший результат на резервной доске.

## Изменения рейтинга
| Графики недоступны из-за технических проблем. См. информацию на Фабрикаторе и на mediawiki.org. |

## Фотогалерея

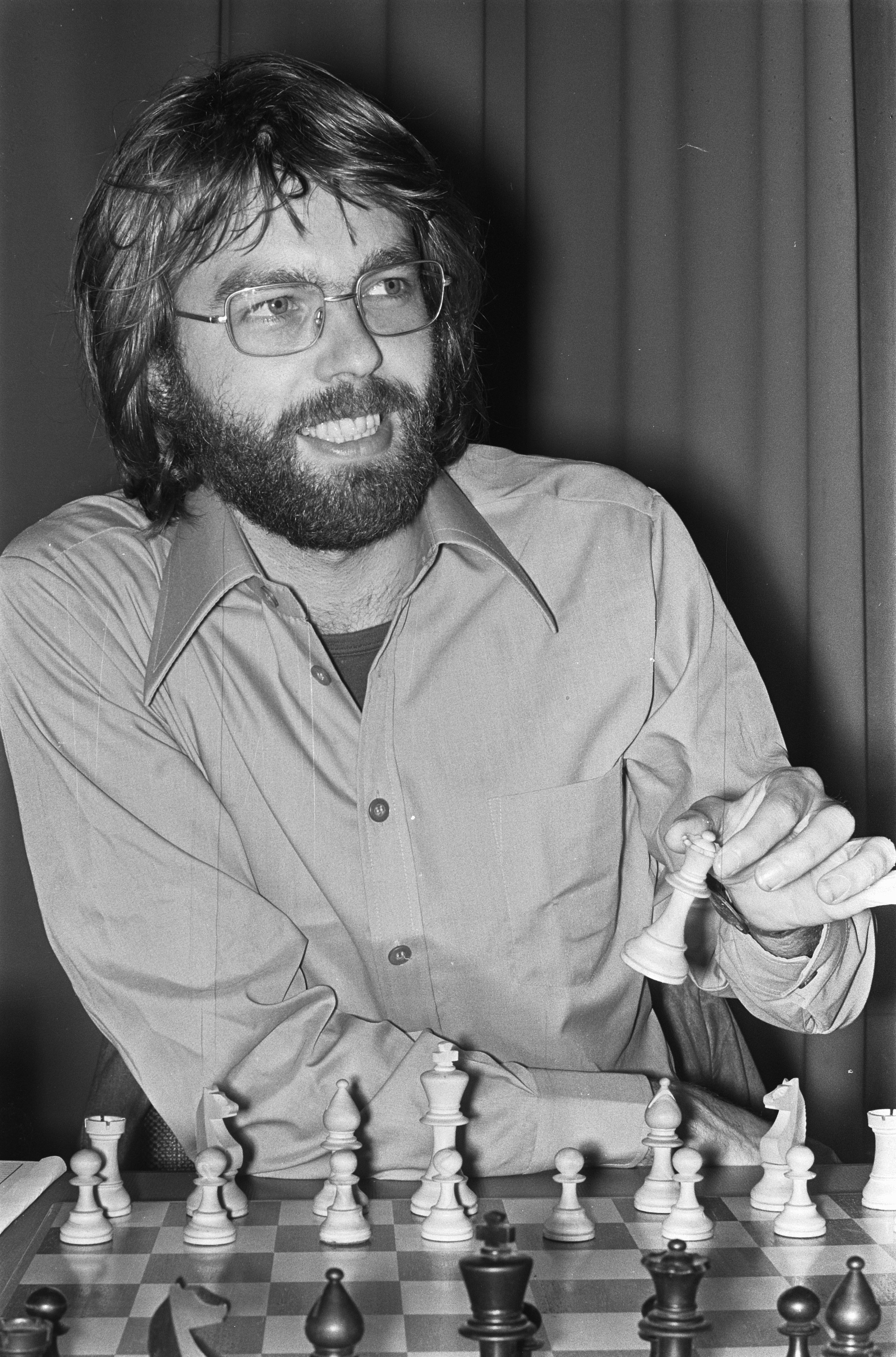
В 1975 году
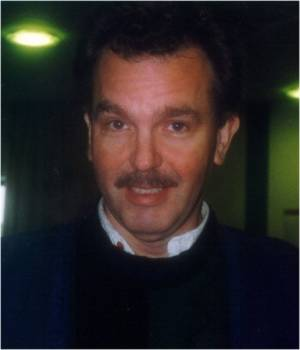
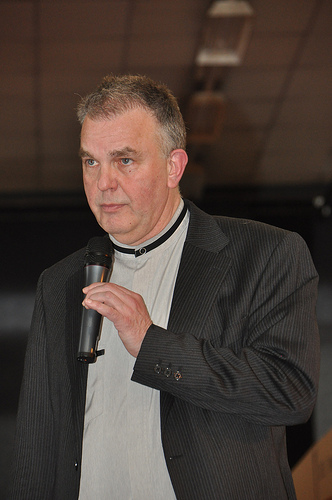
В 2010 году